# 1871
Het jaar 1871 is het 71e jaar in de 19e eeuw volgens de christelijke jaartelling.

## Gebeurtenissen
januari

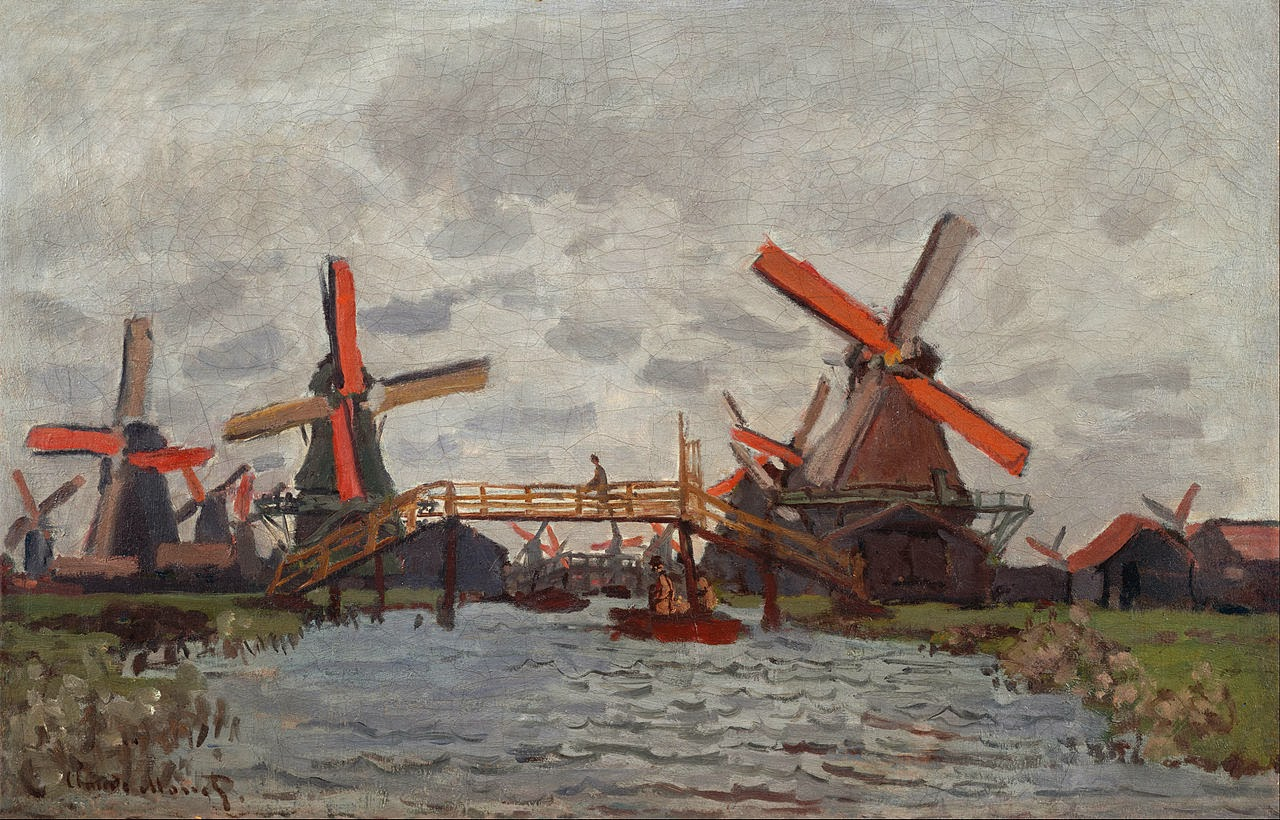
Molens in het Westzijderveld bij Zaandam, geschilderd door Claude Monet

- 1 - De drie Zuid-Duitse staten, het koninkrijk Beieren, het koninkrijk Württemberg en het groothertogdom Baden, sluiten zich aan bij de Noord-Duitse Bond.
- 4 - Begin van de voortdurende beschietingen door Pruisisch geschut van Parijs.
- 4 - Beëdiging van het kabinet-Thorbecke III.
- 18 - Vereniging van het Duitse Rijk: de 22 Duitse vorsten en 3 vrije rijkssteden roepen het Tweede Duitse Keizerrijk uit (Reichsgründung).
- 18 - Revolutionairen steken het Stadhuis van Parijs in brand.
- 28 - Wapenstilstand tussen de Duitse en Franse legers. Begin van vredesonderhandelingen.

februari
- 1 - Het Franse oostelijke leger van generaal Bourbaki ontvlucht de opkomende Duitse troepen en steekt daarvoor de Zwitserse grens over nabij Les Verrières (kanton Neuchâtel). 87.000 uitgeputte en zieke Franse militairen worden ontwapend en geïnterneerd in Zwitserland na het afsluiten van de "Conventie van Verrières" met de Zwitserse generaal Hans Herzog.

maart
- 8 - Bij de eerste Rijksdagverkiezingen in het verenigde Duitsland komt de conservatieve Nationaal-Liberale Partij als grote overwinnaar uit de bus.
- 18 - Parijzenaars roepen de revolutie uit tegen de Franse staat; bewind van de Commune neemt het stadsbestuur over.
- 27 - In Edinburgh wordt de eerste officiële rugbyinterland uit de geschiedenis gespeeld. Schotland wint op Raeburn Place van Engeland.
- maart - In Antwerpen breekt een grote staking uit van sigarenmakers. Nederlandse collega's trekken naar Antwerpen om als stakingsbreker een centje te verdienen.

april
- 20 - Aletta Jacobs wordt toegelaten als eerste vrouwelijke studente aan de Rijksuniversiteit Groningen, aanvankelijk voor een proefperiode van één jaar na persoonlijke toestemming van minister Thorbecke.[1]

mei
- 10 - Met het Verdrag van Frankfurt eindigt officieel de Frans-Duitse Oorlog. Frankrijk moet Elzas-Lotharingen afstaan.
- 13 - Als handreiking aan de paus wordt in het Italiaanse parlement de Garantiewet (=La legge delle Guarentigie) aangenomen, waarin de soevereiniteit van de paus in Vaticaanstad erkend wordt, schadeloosstelling wordt aangeboden in de vorm van een jaarlijkse geldelijke bijdrage en het recht op het bezit van het Vaticaan en de pauselijke zomerresidentie Castel Gandolfo gegarandeerd wordt.
- 15 - Paus Pius IX weigert akkoord te gaan met de Italiaanse handreiking, zoals hij verwoordt in de encycliek Ubi Nos.
- 28 - Einde van de Commune-opstand in Parijs na een week van bloedige gevechten met het regeringsleger.
- 28 en 29 mei - Derde Nederlandsch Werklieden Congres.

juni
- 2 - Claude Monet arriveert in de Zaanstreek, waar hij vier maanden zal verblijven en 25 landschappen zal schilderen.
- 10 - De laatste boom wordt gekapt van het Beekbergerwoud, het laatste oerbos in Nederland.

juli
- 7 De Nederlandse Tweede Kamer verwerpt het Sumatra-traktaat tussen het Verenigd Koninkrijk en Nederland.

oktober
- 7 - De eerste uitgave van de Barneveldse Krant (destijds Barneveldsche Courant) is een feit.
- 8 - Door onbekende oorzaak wordt Chicago binnen 24 uur in de as gelegd door een felle brand. Ongeveer 250 mijl verderop vindt de bosbrand in Peshtigo plaats, die wordt beschouwd als de dodelijkste natuurbrand in de Amerikaanse geschiedenis
- 13 - Eerste uitvoering in Karlsruhe van het Schicksalslied van Johannes Brahms, op een tekst van Friedrich Hölderlin.
- 29 - Oprichting van het Algemeen Nederlandsch Werklieden-Verbond.

november
- 2 - De Tweede Kamer ratificeert alsnog het Sumatratraktaat. Nederland krijgt de vrije hand in Atjeh maar moet beloven de zeevaart te vrijwaren van piraterij. Nederland staat zijn gebieden op Malakka en in Afrika af aan de Britten. Het mag in Brits-Indië contractarbeiders werven om de openvallende plaatsen van de ex-slaven in Suriname op te vullen.
- 4 - In Hamburg wordt de Hamburg Südamerikanische Dampfschifffahrts-Gesellschaft, kortweg Hamburg Süd, opgericht. Er wordt een dienst geopend tussen Duitsland en

Brazilië.
- 10 - De Britse journalist Henry Morton Stanley ontdekt de vermiste Schotse zendeling David Livingstone in het dorpje Ujiji bij het Tanganyikameer.
- 30 - Met veel pracht en praal worden in Brussel de Centrale Lanen geopend, boulevards die zijn aangelegd dwars door de oude volkswijken aan de Zenne.

december
- 7 - De Belgische eerste minister Jules Joseph d'Anethan treedt af na hevige onlusten in Brussel over de benoeming van oud-premier Pieter de Decker tot gouverneur van Limburg.
- 9 - Aantreden van de homogeen katholieke Regering-Malou I.
- 23 - verkoop van de brouwerij in het Limburgse Wijlre aan Frederik Edmond Brand, bouw- en werktuigkundige te Hedel.

zonder datum
- De Engelse antropoloog Edward Burnett Tylor geeft als eerste in zijn werk "Primitive Culture" een volledig overzicht van animistisch geloof, en bepaalt hierdoor de term animisme in zijn huidige betekenis.
- de telegraafkabel Singapore - Batavia - Banjoewangi wordt verlengd naar Australië

## Muziek
- Johann Strauss jr. schrijft de operette 1001 Nacht, die hij oorspronkelijk "Indigo" noemde
- Giuseppe Verdi schrijft de opera Aida
- Johannes Brahms componeert zijn Schicksalslied, Opus 54
- Edvard Grieg componeert Bergliot, Opus 42

## Beeldende kunst

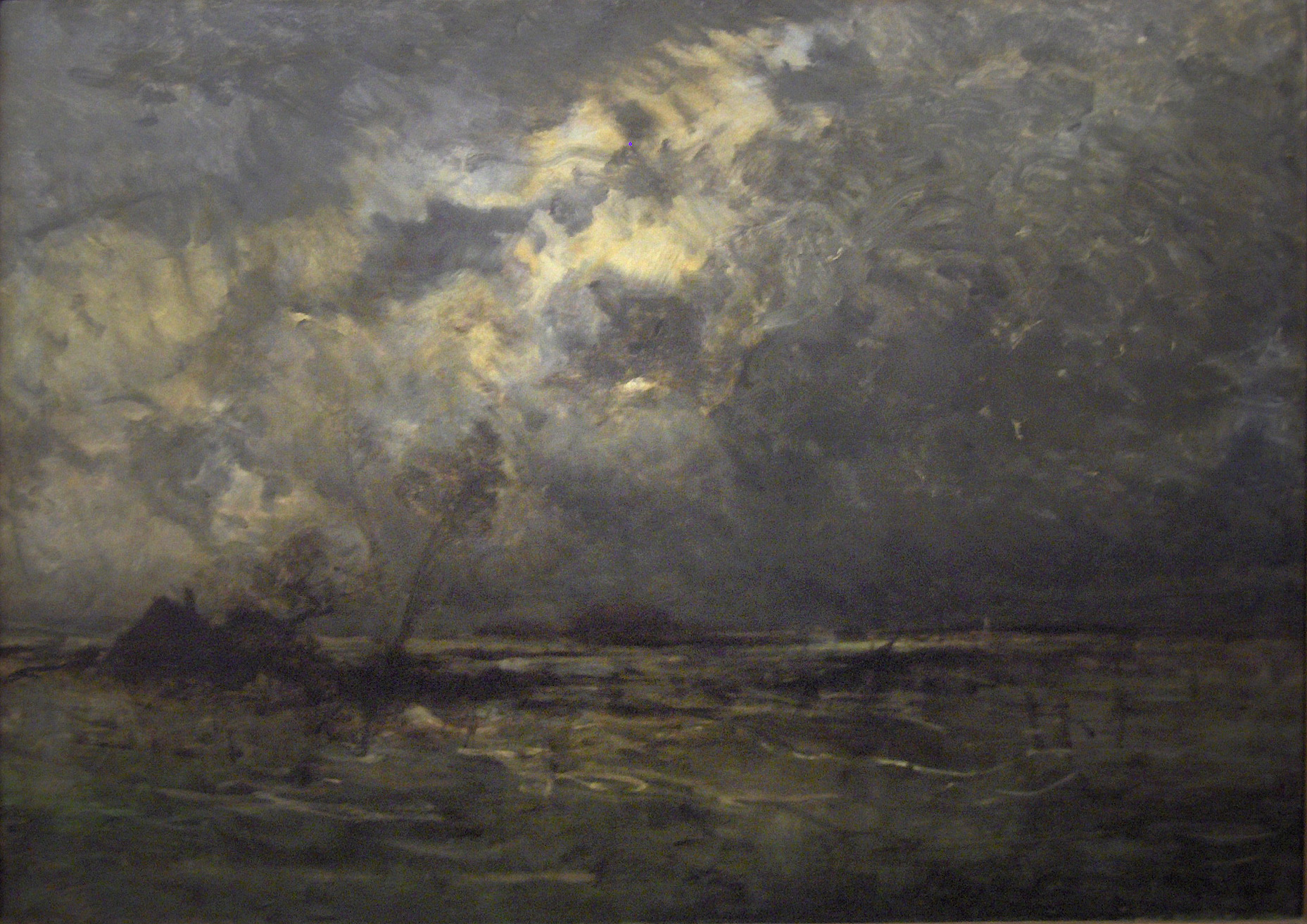
De overstroming (1871) Hippolyte Boulenger
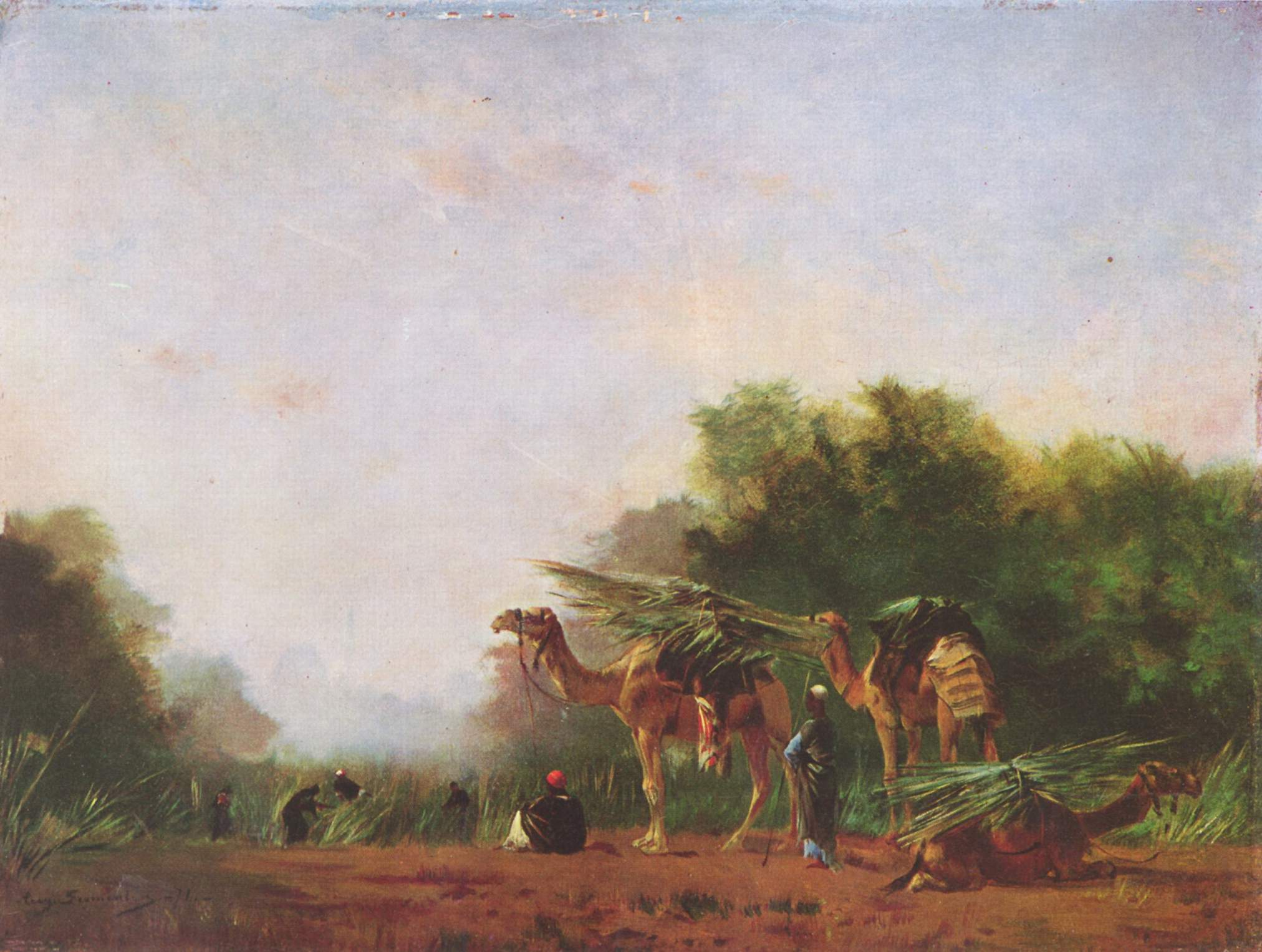
Arabes (1871) Eugène Fromentin, Magyar Szépmüvészeti Múzeum
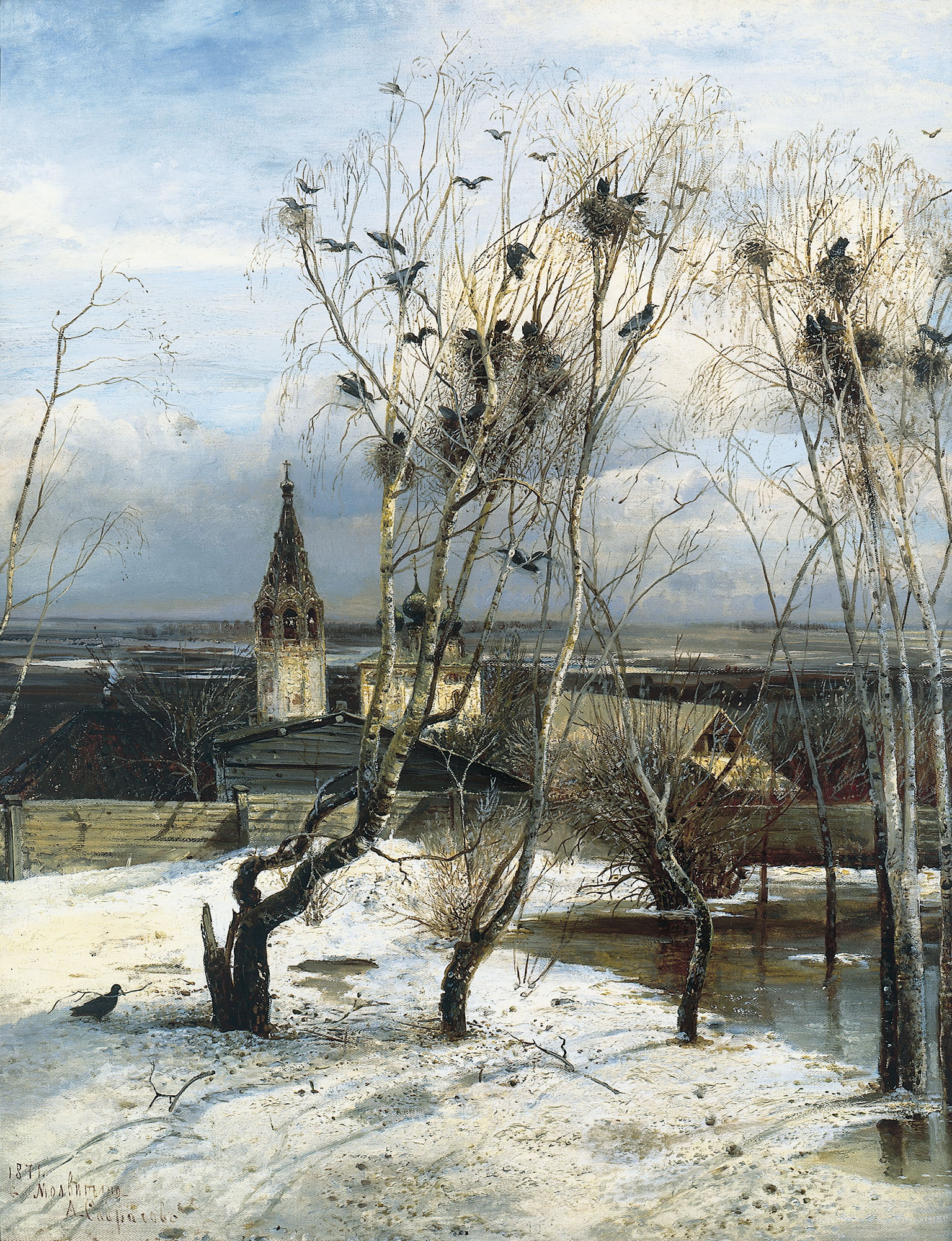
De roeken zijn terug (1871) Aleksej Savrasov
Arrangement in Gray and Black, No. 1 (1871) James McNeill Whistler, Musée d'Orsay, Parijs

## Bouwkunst

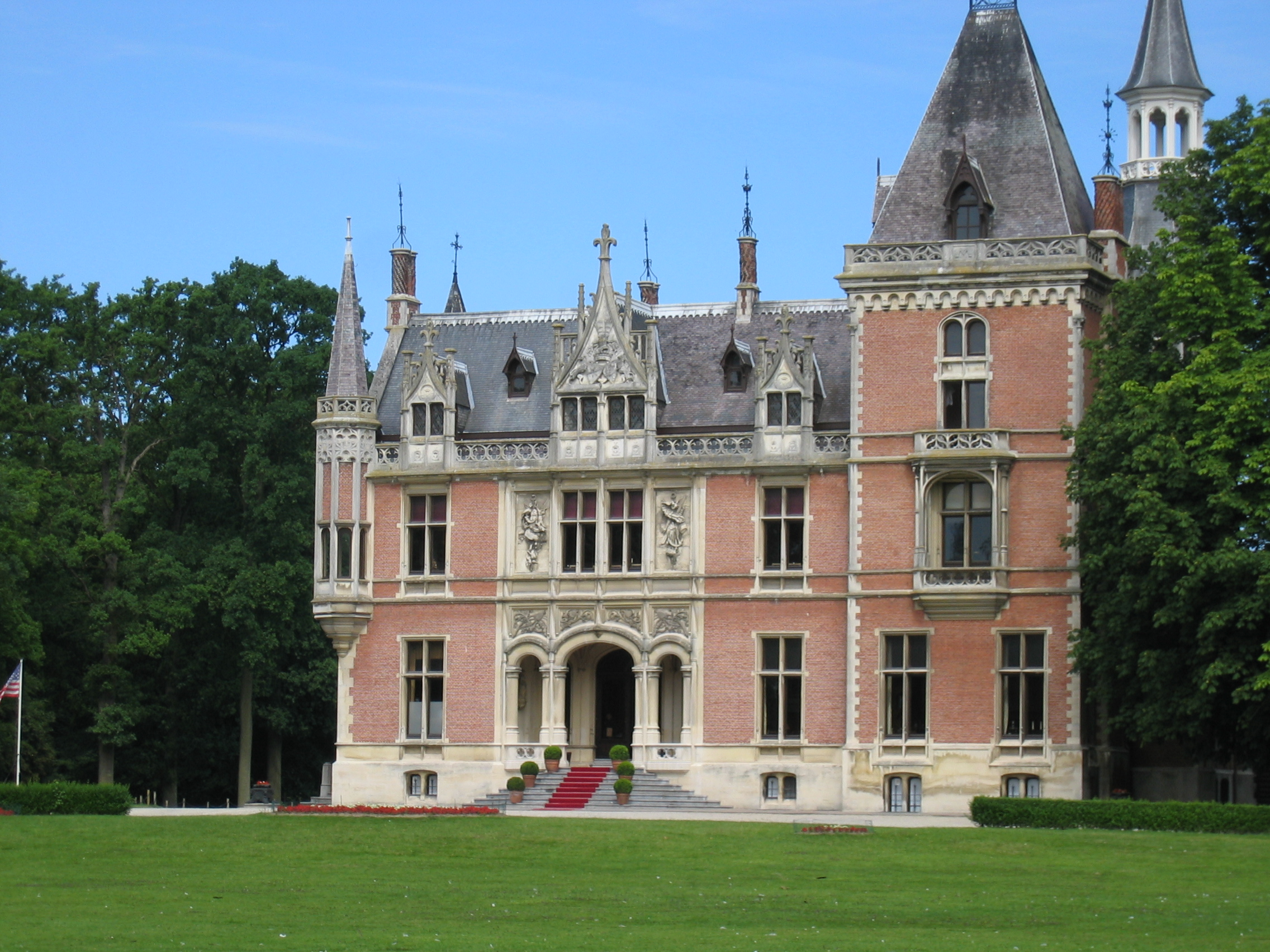
Kasteel d'Aertrycke, Torhout, België (1871)

## Geboren

### januari
- 2 - Paul Sédir, Frans schrijver en mysticus (overleden 1926)
- 2 - Takahashi Shotei, Japans prentkunstenaar (overleden 1945)
- 12 - Kaspar Stangassinger, Duits pater redemptorist en zalige (overleden 1899)

### februari
- 4 - Friedrich Ebert, Duits politicus (overleden 1925)
- 7 - Wilhelm Stenhammar, Zweeds componist, dirigent en pianist (overleden 1927)
- 8 - Medard Tytgat, Vlaams kunstschilder (overleden 1948)
- 11 - Joe Donoghue, Amerikaans schaatser (overleden 1921)
- 11 - Engelbert Drerup, hoogleraar en rector van de Universiteit Nijmegen (overleden 1942)
- 14 - Wilhelm Karmann, Duits carrosseriebouwer (overleden 1952)
- 15 - Martin Knudsen, Deens natuurkundige (overleden 1949)
- 25 - Lesja Oekrajinka, Oekraïens dichteres (overleden 1913)

### maart
- 3 - Maurice Garin, Frans wielrenner (overleden 1957)
- 5 - Rosa Luxemburg, Duits politica (overleden 1919)
- 9 - Mogens Ballin, Deens kunstschilder (overleden 1914)
- 19 - Marie von Vetsera, maîtresse van kroonprins Rudolf van Oostenrijk (overleden 1889)
- 27 - Piet Aalberse, Nederlands staatsman en katholiek-sociaal denker (overleden 1948)
- 27 - Heinrich Mann, Duits schrijver (overleden 1950)
- 28 - Willem Mengelberg, Nederlands dirigent van het Concertgebouworkest (overleden 1951)
- 30 - Liede Tilanus, politica, socialiste en feministe (overleden 1953)

### april
- 7 - Epifanio de los Santos, Filipijns wetenschapper, auteur, jurist en kunstenaar (overleden 1928)
- 12 - Ioannis Metaxas, Grieks generaal en staatsman (overleden 1941)
- 13 - Alexander Forbes, Zuid-Afrikaans astronoom (overleden 1959)

### mei
- 1 - Saekle Greijdanus, Nederlands theoloog (overleden 1948)
- 4 - Alice Nordin, Zweeds beeldhouwster (overleden 1948)
- 6 - Victor Grignard, Frans scheikundige en Nobelprijswinnaar (overleden 1935)
- 20 - George Washington, Amerikaans-Belgisch-Brits uitvinder van onder andere de oploskoffie (overleden 1946)
- 26 - Camille Huysmans, Belgisch socialistisch politicus en Minister van Staat (overleden 1968)

### juni
- 9 - Charles Rodolph Weytingh, Nederlands bestuurder in Suriname (overleden 1956)
- 20 - Louis Delfau, Frans schilder (overleden 1937)

### juli
- 4 - Hubert Cecil Booth, Brits ingenieur, uitvinder van de stofzuiger (overleden 1955)
- 8 - K. ter Laan, Nederlands taalkundige en politicus (overleden 1963)
- 10 - Marcel Proust, Frans schrijver (overleden 1922)
- 15 - José Enrique Rodó, Uruguayaans schrijver (overleden 1917)
- 16 - Sergej Boelgakov, Russisch geestelijke en filosoof (overleden 1944)
- 27 - Herman Heijenbrock, Nederlands schilder (overleden 1948)
- 29 - Pietro Badoglio, Italiaans militair en politicus (overleden 1956)

### augustus
- 3 - Augusta Holtz, Duits-Amerikaans supereeuwelinge; was voor haar overlijden de oudste persoon ter wereld (overleden 1986)
- 13 - Karl Liebknecht, Duits politicus (overleden 1919)
- 15 - Arthur Tansley, Brits botanicus (overleden 1955)
- 17 - Jan Hemsing, Nederlands pianist en zanger (overleden 1924)
- 19 - Orville Wright, Amerikaans vliegtuigpionier (overleden 1948)
- 21 - Lodewijk Ernst Visser, Nederlands jurist en president van de Hoge Raad der Nederlanden (overleden 1942)
- 30 - Ernest Rutherford, Nieuw-Zeelands natuurkundige (overleden 1937)

### september
- 11 - Johan Christiaan Schröder, Nederlands voetballer en journalist (overleden 1938)
- 17 - Francisco Makabulos, Filipijns onafhankelijkheidsstrijder (overleden 1922)
- 23 - František Kupka, Tsjechisch-Frans schilder (overleden 1957)
- 25 - Benjamin Boers, Nederlands predikant (overleden 1952)
- 30 - Jan Fabricius, Nederlands toneelschrijver (overleden 1964)

### oktober
- 2 - Cordell Hull, Amerikaans Democratisch politicus en Nobelprijswinnaar (overleden 1955)
- 3 - Stijn Streuvels, Vlaams schrijver (overleden 1969)
- 9 - Gerrit Bolkestein, Nederlands  politicus (VDB; PvdA) (overleden 1956)
- 9 - Tomas Mascardo, Filipijns revolutionair generaal (overleden 1932)
- 14 - Alexander Zemlinsky, Oostenrijks componist (overleden 1942)
- 18 - Louis de Vries, Nederlands acteur (overleden 1940)
- 19 - Louis Fles, Nederlands zakenman, activist en auteur (overleden 1940)
- 30 - Paul Valéry, Frans filosoof en schrijver (overleden 1945)

### november
- 9 - Florence R. Sabin, Amerikaans medisch wetenschapster (overleden 1953)
- 18 - Amadeo Vives, Spaans componist, muziekpedagoog en dirigent (overleden 1932)

### december
- 13 - Emily Carr, Canadees schilderes en schrijfster (overleden 1945)
- 13 - Henri Dekking, Nederlands journalist en schrijver (overleden 1939)
- 28 - Len Hurst, Brits atleet (overleden 1937)

## Overleden
januari
- 1 - Alexander Munro (45), Brits beeldhouwer

maart
- 18 - Augustus De Morgan (64), Brits wiskundige en logicus
- 23 - Louis Hubené (53), Belgisch pianist, stadsbeiaardier en componist

mei
- 13 - Daniel Auber (89), Frans componist

oktober
- 18 - Charles Babbage (79), Brits uitvinder
- 22 - Sir Roderick Murchison (79), Schots geoloog

## Weerextremen in België
- 4 januari: laagste minimumtemperatuur ooit op deze dag: -12.7 °C.
- 4 juni: laagste etmaalgemiddelde temperatuur ooit op deze dag: 8,1 °C.
- 6 juni: laagste etmaalgemiddelde temperatuur ooit op deze dag: 9,1 °C.
- 7 juni: laagste etmaalgemiddelde temperatuur ooit op deze dag: 7,6 °C.
- 8 december: laagste etmaalgemiddelde temperatuur ooit op deze dag: -12,3 °C en laagste minimumtemperatuur: -16,9 °C.